# Mr. Brooks
Mr. Brooks je americký filmový psychologický thriller z roku 2007, který natočil režisér Bruce A. Evans s Kevinem Costnerem, Demi Moore, Dane Cookem a Williamem Hurtem v hlavních rolích. Do kin byl uveden 1. června 2007. Film sleduje titulní postavu, slavného portlandského podnikatele a sériového vraha (Costner), který je po vydírání nucen přijmout chráněnce (Cook) a musí se potýkat se svým krvelačným alter egem (Hurt), který ho přesvědčí, aby se oddával svému „zvyku“. Jeho život se ještě více zkomplikuje, když cílevědomá policistka (Moore) znovu otevře vyšetřování jeho vražd. Film získal smíšené recenze a při rozpočtu 20 milionů dolarů utržil 48,1 milionu dolarů. 

## Děj
Earl Brooks, vážený podnikatel v Portlandu, vede tajný život sériového vraha. Přestože se snaží ovládnout svou „závislost na zabíjení“, podlehne svému alter egu Marshallovi a zavraždí mladý pár. Svou pečlivě naplánovanou metodu vždy završuje otiskem krvavého palce na lampě, čímž si vysloužil přezdívku „Vrah s otiskem palce“. Po činu si uvědomí, že okno v ložnici bylo otevřené a někdo mohl jeho čin vidět.
Vyšetřování vede detektivka Tracy Atwoodová, která vraha pronásleduje už několik let. Současně ji ohrožuje Thornton Meeks alias Oběšenec, sériový vrah, kterého kdysi dopadla a který utekl z vězení.
Brooksova dcera Jane se nečekaně vrací domů, tvrdí, že zanechala studia a žádá práci v rodinné firmě. Později Brooks zjistí, že je těhotná. Brzy ho navštíví policie, protože na jejím bývalém univerzitním kampusu došlo k vraždě. Brooks pochopí, že Jane zabíjela, a zvažuje, zda ji nechat dopadnout, aby ji „zachránil“ před stejným osudem. Nakonec spáchá podobnou vraždu, aby jí poskytl alibi.
Muž jménem Mister Smith kontaktuje Brookse s fotografiemi jeho posledního zločinu. Požaduje, aby mohl být přítomen při dalším vražedném útoku. Brooks neochotně souhlasí a varuje ho, že zabíjení může být návykové.
Brooks vybere jako oběti Jesseho Viala, bývalého manžela Atwoodové, a jeho právničku/milenku Sheilu. Na místě činu si však Smith ze strachu pomočí kalhoty. Po útěku se pokusí Brookse držet na mušce, ale Brooks ho vyzve, aby ho zabil a ukryl jeho tělo do otevřeného hrobu. Smith zmáčkne spoušť, ale Brooks předtím zbraň upravil. Mění své rozhodnutí a Smitha zabije.
Se zničenými fotografiemi a jediným DNA důkazem (Smithovou močí) je Brooks mimo podezření. Policii navede na falešnou stopu, která přivede Atwoodovou do pasti – k Oběšenci, který se nakonec v přestřelce zabije.
Několik dní poté Brooks anonymně zavolá Atwoodové, kterou si mezitím oblíbil. Následující noc má děsivou noční můru, ve které ho Jane zavraždí. Probudí se, leží vedle své ženy a v tichosti si odříkává Modlitbu za klid.